# Trjapitzinia leucomae
Trjapitzinia leucomae är en stekelart som beskrevs av Dzhanokmen 1975. Trjapitzinia leucomae ingår i släktet Trjapitzinia och familjen puppglanssteklar. Inga underarter finns listade i Catalogue of Life.